# Al-Muttaqí (abbàssida)
Abu-Ishaq Ibrahim al-Muttaqí li-L·lah —àrab: أبو إسحاق إبراهيم المتقي لله, Abū Isḥāq Ibrāhīm al-Muttaqī li-Llāh—, més conegut per la primera part del seu làqab com al-Muttaqí (908-968), fou califa abbàssida de Bagdad (940-944). Era fill del califa al-Múqtadir i d'una esclava anomenada Khalib.
El dia 24 de desembre del 940 va succeir al seu germà ar-Radi, mort el 19 de desembre del 940. Tenia 26 anys i el paper del califa era reduït com mostra el fet que passessin cinc dies entre la mort del califa i el seu nomenament. L'amir al-umara o cap turc de l'exèrcit Bàjkam en aquell moment estava en campanya contra un emir del Khuzestan, Abu Abd Allah Ahmad ibn al-Baridi que resistia a la seva deposició com a governador del territori i s'havia apoderat d'al-Madain, i no va anar a la capital personalment sinó que va enviar el seu secretari per controlar la designació del califa d'acord amb un consell familiar d'abbàssides i descendents d'alides; aquest consell fou el que va escollir al-Muttaqí. Immediatament el nou califa va confirmar l'amir al-umara i li va enviar una bandera i robes d'honor. Va confirmar també com a visir Sulayman ibn al-Hasan ibn Makhlad que exercia el càrrec amb el seu germà. Però no el va conservar gaire temps i una sèrie de visirs efímers el van seguir.
Bàjkam va derrotar al-Baridi. Abans de tornar a Wasit on tenia la seva residència, Bàjkam va participar en una cacera durant la qual va resultar mort per una banda de bandits kurds (abril del 941). Bagdad va caure en l'anarquia en enfrontar-se les tropes daylamites i turques, que llavors es van posar al servei d'al-Baridi, el qual va entrar a Wasit i a Bagdad amb la seva gent, i va ocupar el càrrec d'amir al-umara. No va durar gaire en el càrrec ja que un motí de les tropes el va obligar al cap de poc a fugir a Wasit i va prendre el poder el cap dels daylamites Kurtigin (Kurankidj o Kurankidji). El califa va nomenar visir Abu-Ishaq Muhàmmad al-Iskafí el juliol del 941, però abans d'un mes fou destituït per ordre del gran emir Kurankidj. Però el turc Ibn Raik, que ara era governador de Síria, que ja havia estat amir al-umara, amb el suport del califa i dels nombrosos enemics de Kurtigin, va enderrocar a aquest i va ocupar el seu lloc el setembre del 941 i va governar uns mesos. Llavors, a Ibn Ràïq, Abu-Ishaq Muhàmmad al-Iskafí va retornar al càrrec de visir, però al cap de poc fou detingut.
Al febrer/març del 942 Abu Abd Allah Ahmad ibn al-Baridi que controlava Wasit, Khuzestan i el Baix Iraq (Bàssora) va enviar un exèrcit dirigit pel seu germà Abu-l-Hussayn al-Baridi que va ocupar Bagdad i va obligar el califa i Ibn Raik a refugiar-se en territori dels hamdànides a Mossul. Els hamdànides van acollir bé el califa, i van mobilitzar un exèrcit que va contraatacar per restaurar-lo a Bagdad (abril) i al-Baridi fou expulsat de la capital i de Wasit (va conservar Bàssora), però l'hamdànida Abu Muhammad al-Hasan ibn Abd Allah va fer assassinat Ibn Raik l'abril del 942 i es va fer assignar el càrrec d'amir al-umara i el govern de Síria, rebent el lakab honorífic de Nasir al-Dawla, i a més la seva filla Ulayya es va casar amb el califa. Abu-Ishaq Muhàmmad al-Iskafí va tornar a ser visir (juny del 942).
Els militars turcs no van acceptar de bon grau la dominació hamdànida. El visir Abu-Ishaq Muhàmmad al-Iskafí fou destituït (març del 943) i condemnat a pagar una multa per les denúncies d'uns agents dels baridites de Bàssora i llavors fou visir Abu l-Hasan Ali ibn Mukhla, fill del visir Abu-Ali Muhàmmad ibn Ali ibn Muqla que havia exercit sota els califes al-Múqtadir (908-932) i al-Qàhir (932-934) i que fou el visir que va durar més temps. A la meitat del 943 un dels caps turcs, Tuzun, que havia obtingut una victòria sobre els al-Baridi de Bàssora i Khuzestan (que s'havien sotmès) i havia retornat en triomf a Bagdad, fou aclamat per les tropes com amir al-umara (juny del 943) i l'hamdànida va haver de retornar a Mossul.
Però Tuzun va sortir de Bagdad i en la seva absència una conspiració va amenaçar la vida del califa que va tornar a fugir a territori hamdànida (tardor del 943). Es va establir a al-Rakka (Raqqa). Mentrestant, Nasir al-Dawla va iniciar una segona campanya però aviat va fer les paus amb Tuzun. Llavors el califa va demanar ajut a l'emir ikhxídida d'Egipte Muhàmmad ibn Tughj que es va presentar amb tropes a ar-Raqqà, fent homenatge al califa i portant valuosos regals, però les negociacions entre l'emir i el califa no van donar resultat (l'emir oferia només al califa refugiar-se a Egipte fora l'abast de Tuzun a canvi de Síria, però no estava disposat a embarcar-se en una guerra a l'Iraq) i l'ikhxídida se'n va entornar. El califa llavors es va posar en mans de Tuzun que li va fer el jurament més solemne i sagrat de la seva fidelitat.
Poc després Tuzun feia cegar el califa (11 d'octubre del 944) i el declarava deposat i va instal·lar al seu lloc al-Mustakfí de 41 anys. Tuzun no va viure gaire temps més però el califa va viure fins al juliol del 968.